# گنجشک برفی تبتی
گنجشک برفی تبتی (نام علمی: Montifringilla adamsi) نام یک گونه از تیره گنجشک است. این پرنده در چین، هند، نپال و پاکستان یافت می‌شود. سکونتگاه آن بوته زارهای خشک مناطق گرمسیری و نیمه گرمسیری است. ماوای آن عموماً در ناحیه فلات تبت در بخش شمال و غرب نپال است. این پرنده تابستان را در ارتفاعات ۴۲۰۰ تا ۵۱۰۰ متر سپری می‌کند و در زمستان در ارتفاعات ۲۵۰۰ تا ۳۴۰۰ متر سکنی می‌گزیند.